# Wyspa.fm
Wyspa.fm – polski portal internetowy poświęcony muzyce, utworzony w styczniu 2010 roku.
Wyspa.fm to przede wszystkim serwis informacyjny, zawierający aktualności, dotyczące sceny muzycznej. Dodatkowo portal oferuje rozbudowane relacje fotograficzne z imprez muzycznych, recenzje płyt oraz zapowiedzi zbliżających się koncertów.
Wydawcą portalu Wyspa.fm jest Agencja Wyspa.fm, która od stycznia 2012 prowadzi również Muzyczną Agencję Informacyjną Wyspa.fm News, oferującą aktualności ze świata muzyki i inne materiały. Oferta agencji Wyspa.fm News skierowana jest przede wszystkim do mediów.
Założycielem portalu był Tomasz Dziedzic. Następnie właścicielem i redaktorem naczelnym został Przemysław Kokot.